# Lucas Saatkamp
Lucas Saatkamp, född 6 mars 1986 i Colinas i Rio Grande do Sul, är en brasiliansk volleybollspelare. Han blev olympisk guldmedaljör i volleyboll vid sommarspelen 2016 i Rio de Janeiro.